# Caucatel
CAUCATEL S.A. E.S.P. es una empresa privada en el sector de las telecomunicaciones, subsidiaria del grupo Transtel S.A., constituida, el 30 de abril de 1997, como una sociedad anónima de economía mixta de carácter privado para prestar el servicio de telefonía en el occidente de la ciudad de Popayán, inicia sus operaciones desde el 1 de mayo de 1997. 
CAUCATEL S.A. E.S.P. presenta la disponibilidad de toda una gama de servicios de telecomunicaciones como: telefonía básica, PBX, Centrex, enlaces E1, enlaces RDSI (BRI y PRI), servicio DID, canales dedicados para transmisión de datos y correo de voz; posee una interconexión amplia y suficiente con los operadores locales, operadores de larga distancia y telefonía móvil o celular.
A través de su marca CAUCANET, CAUCATEL S.A. E.S.P. ofrece acceso a Internet Banda Ancha y acceso conmutado en la ciudad de Popayán, con respuesta a un número ilimitado de usuarios brindando la facilidad de acceso a todas las aplicaciones disponibles a través de Internet como el correo electrónico, servicios de hospedaje de páginas Web, consultoría y servicios de Valor Agregado.